# Підкірник кутастий
Підкірник кутастий (Aradus angularis) — вид клопів родини підкоровикових (Aradidae).

## Поширення
Вид поширений в Північній Європі (Швеція, Фінляндія) та Північній Азії на схід до Далекого Сходу. Трапляється у хвойних лісах.

## Опис
Клоп чорного кольору, завдовжки 4-5 мм. Тіло сильно сплющене.

## Спосіб життя
Мешкає під корою вмираючих або спалених хвойних дерев, також у шматочках кори, що відпала. Живиться грибками.